# KELT-2Ab
KELT-2Ab是一顆環繞恆星KELT-2A的太陽系外行星，距離地球約419光年，位於御夫座。該行星是由千度極小望遠鏡巡天（Kilodegree Extremely Little Telescope，KELT）以凌日法發現，因此可以精確測定它的質量和體積。KELT-2Ab發現時是凌日的熱木星中亮度第五高的，因此可以知道它的約束質量相當高。這些特性使KELT-2A系統是未來太空或地面望遠鏡進一步觀測以了解行星大氣層的良好目標。
母恆星KELT-2A是一個擁有共同自行聯星系統KELT-2（HD 42176）的其中一顆成員星。KELT-2B是一顆橙矮星，距離主星295天文單位。

## 外部連結
- KELT-North survey website （页面存档备份，存于）
- . The Extrasolar Planets Encyclopaedia.   [2012-07-30]. （原始内容存档于2012-10-19）.
- KELT-2Ab discovery lightcurve, with music （页面存档备份，存于）